# Igualapa
Igualapa é um município do estado de Guerrero, no México.